# We Will Take You with Us
We Will Take You With Us is de eerste dvd van de Nederlandse metal band Epica uit 2004.

## Geschiedenis
Epica werd gevraagd voor de 2 Meter Sessies van Jan Douwe Kroeske voor de Nederlandse televisie. De titel van de CD komt uit de tekst van het nummer "Façade of Reality". Op het album staan nummers van The Phantom Agony en een bonustrack in de vorm van "Memory", van de musical Cats. Op het Strickly Limited Edition Digipack staat ook een Duitse versie van "Run for a Fall", getiteld "Falsches Spiel".

## Nummers

### Cd
1. Facade of Reality ("The Embrace That Smothers" Part V) (8:15)
2. Sensorium (4:54)
3. Illusive Consensus (5:04)
4. Cry for the Moon ("The Embrace That Smothers"  Part IV) (6:45)
5. The Phantom Agony (9:02)
6. Seif al din ("The Embrace That Smothers" - Part VI) (5:52)
7. Feint (4:41)
8. Run for a Fall (4:46)
9. Memory (from the musical "Cats") (4:40)
10. Falsches Spiel (Run for a Fall - German Version) (4:25)

### Dvd
1. 2 Meter Sessies
2. Making of 2 Meter Sessies
3. Music Video's
4. Making of Music Video's
5. The Voices of The Phantom Agony
6. Slideshow

## Versies
- We Will Take You With Us - dvd
- We Will Take You With Us - Strickly Limited Edition Digipack (met 1 bonusnummer)
- We Will Take You With Us - Deluxe Eco-Book cd & dvd